# Jean Michel Geither
Jean Michel Geither, né le 10 novembre 1769 à Ubstadt (principauté épiscopale de Spire), mort le 28 septembre 1834 à Geinsheim (Royaume de Bavière), est un général allemand de la Révolution française et de l’Empire.

## États de service
Le 4 juin 1784, il s’engage au service de la France. Il est nommé chef de bataillon le 24 août 1799, au 15e régiment d’infanterie légère. Il est fait chevalier de la Légion d’honneur le 11 décembre 1803. Il assiste aux batailles d’Ulm et d’Austerlitz, le 2 décembre 1805.

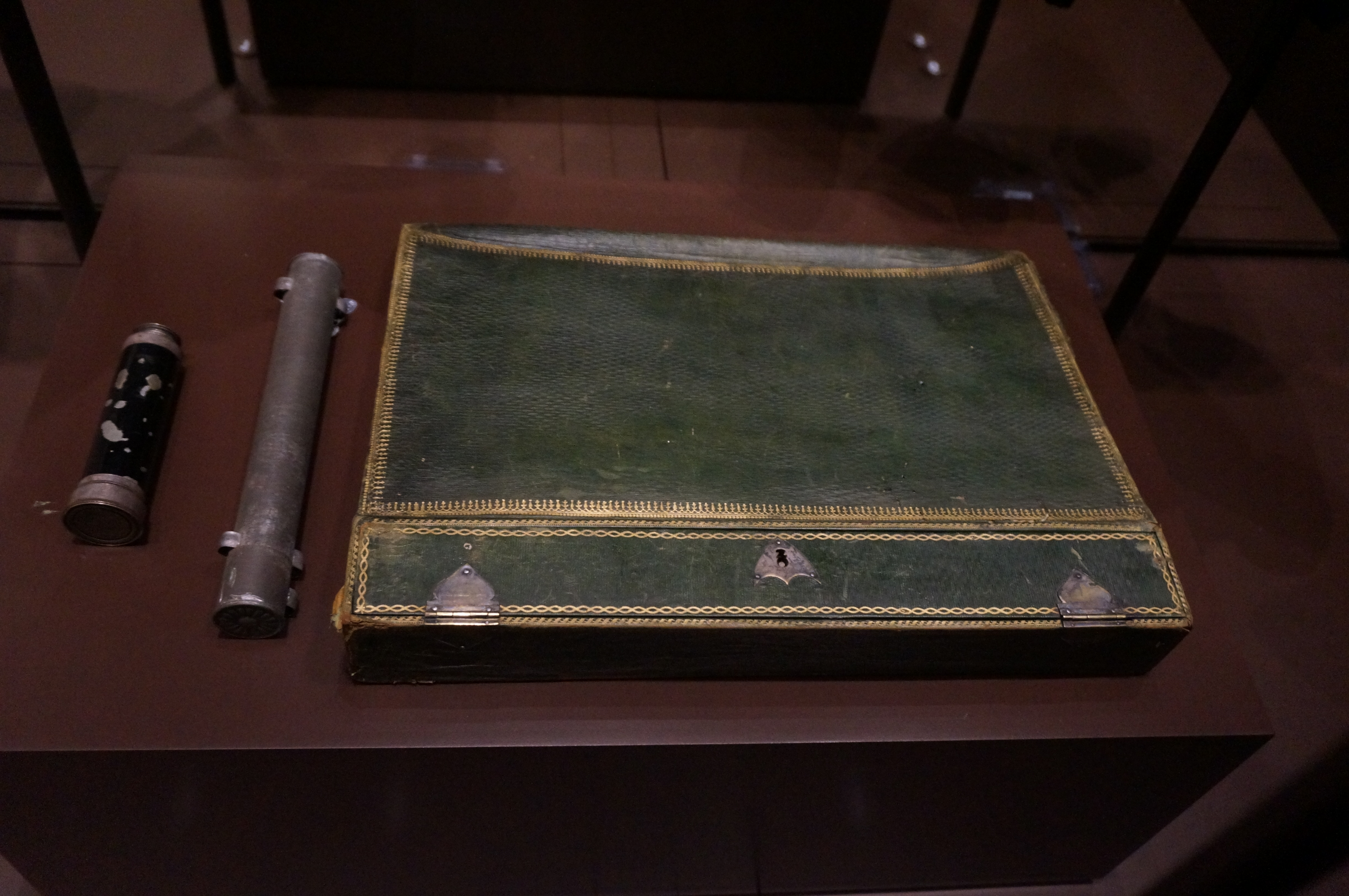
Sa lorgnette, son étuis de congé et son écritoire portatif au Musée l'Armée.

Il est nommé colonel le 22 juillet 1806, au service du grand-duc de Berg et il est promu général de brigade le 22 juin 1811. Il est fait officier de la Légion d’honneur le 22 juillet 1811.
Il est nommé maréchal de camp au service de la France le 11 juin 1817.

## Sources
- (en) « Generals Who Served in the French Army during the Period 1789 - 1814: Eberle to Exelmans »
- Thierry Pouliquen, « Les généraux français et étrangers ayant servis [sic] dans la Grande Armée » (consulté le 12 décembre 2013)
- « Cote LH/2785/81 », base Léonore, ministère français de la Culture
- Docteur Robinet, Jean-François Eugène et J. Le Chapelain, Dictionnaire historique et biographique de la révolution et de l'empire, 1789-1815, Librairie Historique de la révolution et de l’empire, 886 p. (lire en ligne), p. 31.